# Dmytro Vorobey
Dmytro Sergiyovich Vorobey (tiếng Ukraina: Дмитрo Сергійович Воробей, sinh 10 tháng 5 năm 1985) là một cầu thủ bóng đá Ukraina gốc Belarus hiện tại thi đấu cho Slavia Mozyr.
Anh thi đấu cho Ukraina tại Giải bóng đá U-17 vô địch châu Âu 2002, Giải bóng đá U-19 vô địch châu Âu 2004 và Giải bóng đá trẻ vô địch thế giới 2005.